# サンティアゴ・アルバレス (ウルグアイのラグビー選手)
サンティアゴ・アルバレス（Santiago Álvarez、2001年12月24日 - ）は、スーペル・ラグビー・アメリカス、ペニャロール・ラグビーに所属するラグビーユニオン選手。

## プロフィール
- ウルグアイ出身[1]。
- ポジションはスクラムハーフ(SH)。
- 身長 188cm、体重 103kg
- U20ウルグアイ代表に選ばれたことがある[2]。
- ウルグアイ代表キャップは7（2025年2月現在）でラグビーワールドカップ2023のウルグアイ代表に選ばれた[3]。

## 略歴
2022年、ペニャロールに加入。